# Großer Preis von Brasilien 2013
Der Große Preis von Brasilien 2013 (offiziell Formula 1 Grande Prêmio Petrobras do Brasil 2013) fand am 24. November auf dem Autódromo José Carlos Pace in São Paulo statt und war das 19. und letzte Rennen der Formel-1-Weltmeisterschaft 2013.

## Berichte

### Hintergrund
Nach dem Großen Preis der USA führte Sebastian Vettel in der Fahrerwertung mit 145 Punkten vor Fernando Alonso und mit 185 Punkten vor Lewis Hamilton. In der Konstrukteurswertung führte Red Bull-Renault mit 205 Punkten vor Mercedes und mit 220 Punkten vor Ferrari. Vettel und Red Bull-Renault standen bereits vorzeitig als Weltmeister fest.
Beim Großen Preis von Brasilien stellte Pirelli den Fahrern die Reifenmischungen P Zero Hard (orange) und P Zero Medium (weiß) sowie für Nässe Cinturato Intermediates (grün) und Cinturato Full-Wets (blau) zur Verfügung. Darüber hinaus erhielten die Fahrer für den Freitag je zwei Sätze der Medium-Mischung der kommenden Saison.
Mit Felipe Massa, Mark Webber (jeweils zweimal), Jenson Button und Vettel (jeweils einmal) traten vier ehemaliger Sieger zu diesem Grand Prix an.
Webber, Charles Pic, Giedo van der Garde und Heikki Kovalainen bestritten ihren letzten Grand Prix.
Dies war auch das letzte Rennen für Cosworth als Motorenlieferant.
Als Rennkommissare fungierten Paul Gutjahr (SUI), Felipe Giaffone (BRA), Alex Dias Ribeiro (BRA) und Vincenzo Spano (VEN).

### Training
Die drei Trainingssitzungen fanden alle unter Regen statt. Im ersten Training war Nico Rosberg der schnellste Pilot vor Hamilton und Vettel. In diesem Training übernahm James Calado den Force India von Paul di Resta, Daniil Kwjat den Toro Rosso von Daniel Ricciardo und Rodolfo González den Marussia von Max Chilton.
Im zweiten freien Training blieb Rosberg an der Spitze. Vettel wurde Zweiter, Webber Dritter. Aufgrund des Regens kamen die neuen Reifenmischungen nicht zum Einsatz.
Im dritten freien Training übernahm Webber die Führungsposition vor Romain Grosjean und Kovalainen. Vier Piloten – unter anderem Rosberg – setzten keine Zeit, da sie Reifen schonten.

### Qualifying
Auch das Qualifying fand im Nassen statt. Hamilton fuhr die schnellste Runde im ersten Segment. Die Marussia- und Caterham-Piloten sowie Esteban Gutiérrez und Pastor Maldonado schieden aus. Im zweiten Abschnitt war Grosjean am schnellsten. Sergio Pérez verlor kurz vor Ende des Abschnitts die Kontrolle über sein Fahrzeug und schlug in die Mauer ein. Die Force-India- und McLaren-Piloten sowie Valtteri Bottas und Kovalainen schieden aus. Das dritte Segment fand mit nach einer Pause statt, da es zunächst stärker geregnet hatte. Vettel erzielte schließlich seine 45. Pole-Position vor Rosberg und Alonso.

### Rennen
Beim Start übernahm Rosberg sofort die Führung, auch wenn Vettel bereits am Ende der ersten Runde die Führung des Rennens zurückerobern konnte. Dritter war Hamilton, der Alonso allerdings nur bis zur zweiten Runde Paroli bieten konnte. Der Spanier attackierte den Engländer erfolgreich am Ende der Start-Ziel-Geraden. Dann folgten Webber, Massa, Nico Hülkenberg, Grosjean und Daniel Ricciardo. In der zweiten Runde überholte Webber dann auch Hamilton.
In der dritten Runde endete das Rennen für Grosjean mit einem Motorschaden. Eine Runde später rückte Alonso auf den zweiten Platz vor und überholte Rosberg. In Runde 7 verlor der Deutsche eine weitere Position an Webber.
In Runde 13 folgte Webber Alonso und überholte ihn beim Anbremsen zur 1. Kurve. Eine Runde später war der von Platz 14 gestartete Button bereits Siebter, nachdem er Hülkenberg überholte.
In der 22. Runde fuhren Alonso und Hamilton an die Box: Der Brite kam jedoch hinter Massa auf die Strecke zurück, der damit eine Position gut machte und hinter seinem Teamkollegen Alonso Vierter war. Zwei Runden später ging auch Webber zum Reifenwechsel: Die Mechaniker waren nicht präzise genug und zwangen den Australier mit einem fünf Sekunden langen Boxenstopp hinter Alonso zurück auf die Strecke. Vettels Reifenwechsel verlief problemlos.
Allerdings eroberte Webber bald die Position von Alonso zurück, während weiter dahinter Massa und Hamilton um den vierten Platz kämpften. Der Brasilianer wurde mit einer Durchfahrt bestraft, weil er zweimal die Linie, die den Zugang zur Boxengasse abgrenzte, in einem Bereich überquert hatte, in dem die Durchfahrt nicht gestattet war. Nach Verbüßung der Strafe fiel Massa auf den achten Platz zurück. Button kletterte auf den fünften Platz vor Rosberg und Pérez.
Auf der Strecke kam es dann zu leichtem Regen, dessen Intensität jedoch so gering war, dass er das Fahrverhalten der Fahrer nicht beeinträchtigte. In Runde 47 versuchte Bottas Hamilton zu überholen, doch die beiden Autos berührten sich an den Hinterreifen. Bottas verließ die Strecke und musste aufgeben, während Hamilton es an die Box schaffte.
Die beiden Red Bull-Fahrer wurden im Anschluss an die Box gerufen, da sie einen Safety-Car-Einsatz erwarteten. Allerdings vergaßen die Mechaniker einen von Vettels Reifen und er verlor mehrere Sekunden. Webber, der inzwischen die Garage erreichte, musste warten, bis das Team den Reifenwechsel am Auto des Deutschen abgeschlossen hatte. Das Safety-Car blieb allerdings aus und Vettel und Webber behaupteten die Plätze eins und zwei nur knapp vor Alonso. Hamilton wurde für den Zwischenfall mit Bottas dann mit einer Durchfahrtsstrafe bestraft, während van Der Garde die gleiche Strafe für das Ignorieren der blauen Flaggen erhielt. In Runde 65 drehte sich Maldonado, nachdem er mit Vergne in Berührung gekommen war.
Vettel erzielte einen Start-Ziel-Sieg vor Webber und Alonso. Er erzielte seinen neunten Sieg in Folge. Damit stellte er einen neuen Rekord für eine Siegesserie innerhalb einer Saison auf und zog saisonübergreifend mit Alberto Ascari gleich. Weiterhin war es der 13. Sieg innerhalb einer Saison, womit er den Rekord von Michael Schumacher aus dem Jahr 2004 einstellte. Webber beendete seine Formel-1-Karriere mit seinem 42. Podium und seiner 19. schnellsten Runde.
Dies war Vettels letzter Sieg bis zum Großen Preis von Malaysia 2015, Vettels letzter Sieg bei Red Bull, Red Bulls letzter Sieg bis zum Großen Preis von Kanada 2014 und der letzte Doppelsieg bis zum Großen Preis von Malaysia 2016.

## Meldeliste
| Team                          | Nr. | Fahrer              | Chassis           | Motor                | Reifen |
| ----------------------------- | --- | ------------------- | ----------------- | -------------------- | ------ |
| Infiniti Red Bull Racing      | 01  | Sebastian Vettel    | Red Bull RB9      | Renault 2.4 V8       | P      |
| Infiniti Red Bull Racing      | 02  | Mark Webber         | Red Bull RB9      | Renault 2.4 V8       | P      |
| Scuderia Ferrari              | 03  | Fernando Alonso     | Ferrari F138      | Ferrari 2.4 V8       | P      |
| Scuderia Ferrari              | 04  | Felipe Massa        | Ferrari F138      | Ferrari 2.4 V8       | P      |
| Vodafone McLaren Mercedes     | 05  | Jenson Button       | McLaren MP4-28    | Mercedes-Benz 2.4 V8 | P      |
| Vodafone McLaren Mercedes     | 06  | Sergio Pérez        | McLaren MP4-28    | Mercedes-Benz 2.4 V8 | P      |
| Lotus F1 Team                 | 07  | Heikki Kovalainen   | Lotus E21         | Renault 2.4 V8       | P      |
| Lotus F1 Team                 | 08  | Romain Grosjean     | Lotus E21         | Renault 2.4 V8       | P      |
| Mercedes AMG Petronas F1 Team | 09  | Nico Rosberg        | Mercedes F1 W04   | Mercedes-Benz 2.4 V8 | P      |
| Mercedes AMG Petronas F1 Team | 10  | Lewis Hamilton      | Mercedes F1 W04   | Mercedes-Benz 2.4 V8 | P      |
| Sauber F1 Team                | 11  | Nico Hülkenberg     | Sauber C32        | Ferrari 2.4 V8       | P      |
| Sauber F1 Team                | 12  | Esteban Gutiérrez   | Sauber C32        | Ferrari 2.4 V8       | P      |
| Sahara Force India F1 Team    | 14  | James Calado        | Force India VJM06 | Mercedes-Benz 2.4 V8 | P      |
| Sahara Force India F1 Team    | 14  | Paul di Resta       | Force India VJM06 | Mercedes-Benz 2.4 V8 | P      |
| Sahara Force India F1 Team    | 15  | Adrian Sutil        | Force India VJM06 | Mercedes-Benz 2.4 V8 | P      |
| Williams F1 Team              | 16  | Pastor Maldonado    | Williams FW35     | Renault 2.4 V8       | P      |
| Williams F1 Team              | 17  | Valtteri Bottas     | Williams FW35     | Renault 2.4 V8       | P      |
| Scuderia Toro Rosso           | 18  | Jean-Éric Vergne    | Toro Rosso STR8   | Ferrari 2.4 V8       | P      |
| Scuderia Toro Rosso           | 19  | Daniil Kwjat        | Toro Rosso STR8   | Ferrari 2.4 V8       | P      |
| Scuderia Toro Rosso           | 19  | Daniel Ricciardo    | Toro Rosso STR8   | Ferrari 2.4 V8       | P      |
| Caterham F1 Team              | 20  | Charles Pic         | Caterham CT03     | Renault 2.4 V8       | P      |
| Caterham F1 Team              | 21  | Giedo van der Garde | Caterham CT03     | Renault 2.4 V8       | P      |
| Marussia F1 Team              | 22  | Jules Bianchi       | Marussia MR02     | Cosworth 2.4 V8      | P      |
| Marussia F1 Team              | 23  | Rodolfo González    | Marussia MR02     | Cosworth 2.4 V8      | P      |
| Marussia F1 Team              | 23  | Max Chilton         | Marussia MR02     | Cosworth 2.4 V8      | P      |

Anmerkungen
1. 1 2  Calado fuhr den Force India mit der Nummer 14 im ersten freien Training. Di Resta übernahm das Fahrzeug anschließend für das restliche Rennwochenende.
2. 1 2  Kwjat fuhr den Toro Rosso mit der Nummer 19 im ersten freien Training. Ricciardo übernahm das Fahrzeug anschließend für das restliche Rennwochenende.
3. 1 2  González fuhr den Marussia mit der Nummer 23 im ersten freien Training. Chilton übernahm das Fahrzeug anschließend für das restliche Rennwochenende.

## Klassifikationen

### Qualifying
| Pos.                                                                      | Fahrer              | Konstrukteur         | Q1       | Q2       | Q3       | Start |
| ------------------------------------------------------------------------- | ------------------- | -------------------- | -------- | -------- | -------- | ----- |
| 01                                                                        | Sebastian Vettel    | Red Bull-Renault     | 1:25,381 | 1:26,420 | 1:26,479 | 01    |
| 02                                                                        | Nico Rosberg        | Mercedes             | 1:25,556 | 1:26,626 | 1:27,102 | 02    |
| 03                                                                        | Fernando Alonso     | Ferrari              | 1:26,656 | 1:26,590 | 1:27,539 | 03    |
| 04                                                                        | Mark Webber         | Red Bull-Renault     | 1:26,689 | 1:26,963 | 1:27,572 | 04    |
| 05                                                                        | Lewis Hamilton      | Mercedes             | 1:25,342 | 1:26,698 | 1:27,677 | 05    |
| 06                                                                        | Romain Grosjean     | Lotus-Renault        | 1:26,453 | 1:26,161 | 1:27,737 | 06    |
| 07                                                                        | Daniel Ricciardo    | Toro Rosso-Ferrari   | 1:27,209 | 1:27,078 | 1:28,052 | 07    |
| 08                                                                        | Jean-Éric Vergne    | Toro Rosso-Ferrari   | 1:27,124 | 1:27,363 | 1:28,081 | 08    |
| 09                                                                        | Felipe Massa        | Ferrari              | 1:26,817 | 1:27,049 | 1:28,109 | 09    |
| 10                                                                        | Nico Hülkenberg     | Sauber-Ferrari       | 1:26,071 | 1:27,441 | 1:29,582 | 10    |
| 11                                                                        | Heikki Kovalainen   | Lotus-Renault        | 1:26,266 | 1:27,456 | –        | 11    |
| 12                                                                        | Paul di Resta       | Force India-Mercedes | 1:26,275 | 1:27,798 | –        | 12    |
| 13                                                                        | Valtteri Bottas     | Williams-Renault     | 1:26,790 | 1:27,954 | –        | 13    |
| 14                                                                        | Sergio Pérez        | McLaren-Mercedes     | 1:26,741 | 1:28,269 | –        | 19    |
| 15                                                                        | Jenson Button       | McLaren-Mercedes     | 1:26,398 | 1:28,308 | –        | 14    |
| 16                                                                        | Adrian Sutil        | Force India-Mercedes | 1:26,874 | 1:28,586 | –        | 15    |
| 17                                                                        | Pastor Maldonado    | Williams-Renault     | 1:27,367 | –        | –        | 16    |
| 18                                                                        | Esteban Gutiérrez   | Sauber-Ferrari       | 1:27,445 | –        | –        | 17    |
| 19                                                                        | Charles Pic         | Caterham-Renault     | 1:27,843 | –        | –        | 18    |
| 20                                                                        | Giedo van der Garde | Caterham-Renault     | 1:28,320 | –        | –        | 20    |
| 21                                                                        | Jules Bianchi       | Marussia-Cosworth    | 1:28,366 | –        | –        | 21    |
| 22                                                                        | Max Chilton         | Marussia-Cosworth    | 1:28,950 | –        | –        | 22    |
| 107-Prozent-Zeit: 1:31,315 min (bezogen auf Q1-Bestzeit von 1:25,342 min) |                     |                      |          |          |          |       |

Anmerkungen
1. ↑  Pérez wurde aufgrund eines Getriebewechsels um fünf Positionen nach hinten versetzt.

### Rennen
| Pos. | Fahrer              | Konstrukteur         | Runden | Zeit        | Start | Schnellste Runde |
| ---- | ------------------- | -------------------- | ------ | ----------- | ----- | ---------------- |
| 01   | Sebastian Vettel    | Red Bull-Renault     | 71     | 1:32:36,300 | 01    | 1:15,624 (51.)   |
| 02   | Mark Webber         | Red Bull-Renault     | 71     | + 10,452    | 04    | 1:15,436 (51.)   |
| 03   | Fernando Alonso     | Ferrari              | 71     | + 18,913    | 03    | 1:15,496 (50.)   |
| 04   | Jenson Button       | McLaren-Mercedes     | 71     | + 37,360    | 14    | 1:16,450 (52.)   |
| 05   | Nico Rosberg        | Mercedes             | 71     | + 39,048    | 02    | 1:16,442 (60.)   |
| 06   | Sergio Pérez        | McLaren-Mercedes     | 71     | + 44,051    | 19    | 1:16,246 (50.)   |
| 07   | Felipe Massa        | Ferrari              | 71     | + 49,110    | 09    | 1:16,470 (49.)   |
| 08   | Nico Hülkenberg     | Sauber-Ferrari       | 71     | + 1:04,252  | 10    | 1:16,802 (49.)   |
| 09   | Lewis Hamilton      | Mercedes             | 71     | + 1:12,903  | 05    | 1:16,692 (51.)   |
| 10   | Daniel Ricciardo    | Toro Rosso-Ferrari   | 70     | + 1 Runde   | 07    | 1:16,974 (45.)   |
| 11   | Paul di Resta       | Force India-Mercedes | 70     | + 1 Runde   | 12    | 1:16,855 (58.)   |
| 12   | Esteban Gutiérrez   | Sauber-Ferrari       | 70     | + 1 Runde   | 17    | 1:16,528 (59.)   |
| 13   | Adrian Sutil        | Force India-Mercedes | 70     | + 1 Runde   | 15    | 1:16,049 (57.)   |
| 14   | Heikki Kovalainen   | Lotus-Renault        | 70     | + 1 Runde   | 11    | 1:17,249 (70.)   |
| 15   | Jean-Éric Vergne    | Toro Rosso-Ferrari   | 70     | + 1 Runde   | 08    | 1:16,790 (49.)   |
| 16   | Pastor Maldonado    | Williams-Renault     | 70     | + 1 Runde   | 16    | 1:17,554 (45.)   |
| 17   | Jules Bianchi       | Marussia-Cosworth    | 69     | + 2 Runden  | 21    | 1:17,717 (67.)   |
| 18   | Giedo van der Garde | Caterham-Renault     | 69     | + 2 Runden  | 20    | 1:17,590 (51.)   |
| 19   | Max Chilton         | Marussia-Cosworth    | 69     | + 2 Runden  | 22    | 1:17,281 (68.)   |
| –    | Charles Pic         | Caterham-Renault     | 58     | DNF         | 18    | 1:18,434 (27.)   |
| –    | Valtteri Bottas     | Williams-Renault     | 45     | DNF         | 13    | 1:16,840 (43.)   |
| –    | Romain Grosjean     | Lotus-Renault        | 2      | DNF         | 06    | 1:20,898 (02.)   |

## WM-Stände nach dem Rennen
Die ersten zehn des Rennens bekamen 25, 18, 15, 12, 10, 8, 6, 4, 2 bzw. 1 Punkt(e).

### Fahrerwertung
| Pos. | Fahrer           | Konstrukteur         | Punkte |
| ---- | ---------------- | -------------------- | ------ |
| 01   | Sebastian Vettel | Red Bull-Renault     | 397    |
| 02   | Fernando Alonso  | Ferrari              | 242    |
| 03   | Mark Webber      | Red Bull-Renault     | 199    |
| 04   | Lewis Hamilton   | Mercedes             | 189    |
| 05   | Kimi Räikkönen   | Lotus-Renault        | 183    |
| 06   | Nico Rosberg     | Mercedes             | 171    |
| 07   | Romain Grosjean  | Lotus-Renault        | 132    |
| 08   | Felipe Massa     | Ferrari              | 112    |
| 09   | Jenson Button    | McLaren-Mercedes     | 73     |
| 10   | Nico Hülkenberg  | Sauber-Ferrari       | 51     |
| 11   | Sergio Pérez     | McLaren-Mercedes     | 49     |
| 12   | Paul di Resta    | Force India-Mercedes | 48     |

| Pos. | Fahrer              | Konstrukteur         | Punkte |
| ---- | ------------------- | -------------------- | ------ |
| 13   | Adrian Sutil        | Force India-Mercedes | 29     |
| 14   | Daniel Ricciardo    | Toro Rosso-Ferrari   | 20     |
| 15   | Jean-Éric Vergne    | Toro Rosso-Ferrari   | 13     |
| 16   | Esteban Gutiérrez   | Sauber-Ferrari       | 6      |
| 17   | Valtteri Bottas     | Williams-Renault     | 4      |
| 18   | Pastor Maldonado    | Williams-Renault     | 1      |
| 19   | Jules Bianchi       | Marussia-Cosworth    | 0      |
| 20   | Charles Pic         | Caterham-Renault     | 0      |
| 21   | Heikki Kovalainen   | Lotus-Renault        | 0      |
| 22   | Giedo van der Garde | Caterham-Renault     | 0      |
| 23   | Max Chilton         | Marussia-Cosworth    | 0      |

### Konstrukteurswertung
| Pos. | Konstrukteur         | Punkte |
| ---- | -------------------- | ------ |
| 01   | Red Bull-Renault     | 596    |
| 02   | Mercedes             | 360    |
| 03   | Ferrari              | 354    |
| 04   | Lotus-Renault        | 315    |
| 05   | McLaren-Mercedes     | 122    |
| 06   | Force India-Mercedes | 77     |

| Pos. | Konstrukteur       | Punkte |
| ---- | ------------------ | ------ |
| 07   | Sauber-Ferrari     | 57     |
| 08   | Toro Rosso-Ferrari | 33     |
| 09   | Williams-Renault   | 5      |
| 10   | Marussia-Cosworth  | 0      |
| 11   | Caterham-Renault   | 0      |